# Alfredo Costantini
Alfredo Costantini (Fiuminata, 12 giugno 1960 – Padova, 29 luglio 1983) è stato un militare italiano, vicebrigadiere dell'Arma dei Carabinieri, insignito di medaglia d'oro al valor militare. Nel 1979 si arruolò come allievo sottufficiale nell'Arma dei Carabinieri, a Velletri. Ottenuto il grado da vice brigadiere, venne destinato alla Compagnia di Chioggia Sottomarina come equipaggio del Nucleo Radiomobile e, nella estate successiva, venne trasferito con il medesimo incarico alla Compagnia di Abano Terme, in provincia di Padova. 
Il 14 aprile 1983, il Vice Brigadiere Alfredo Costantini, in servizio a bordo dell'autoradio, ricevette una segnalazione via radio di una rapina in corso presso la gioielleria Marchi di Montegrotto Terme. Giunto sul posto, notò che dall'esterno tutto sembrava tranquillo: la porta d'accesso era chiusa regolarmente e dalle vetrate oscurate si intravedevano la proprietaria e un uomo, un rappresentante di preziosi. Tuttavia, il dovere lo obbligò a entrare per verificare la situazione interna.
La proprietaria, apparentemente tranquilla ma in realtà minacciata dai rapinatori nascosti dietro il banco di vendita, gli aprì la porta. I tre malviventi colsero di sorpresa Costantini, che fu colpito dal fuoco incrociato. Nonostante le ferite, nel tentativo di liberare gli ostaggi, reagì con decisione, ferendo uno dei rapinatori. Costantini fu costretto a desistere dall'azione solo dopo essere stato ulteriormente ferito alla testa.
Dopo lo scontro a fuoco, due rapinatori riuscirono a fuggire con gli ostaggi: uno di loro scappò a bordo di una Mini Minor, tenendo sotto minaccia il proprietario e un altro ostaggio. Il Carabiniere Daniele Gardin, rimasto vicino all'autoradio, decise di non fare uso delle armi per proteggere gli ostaggi, ma riuscì a memorizzare e comunicare dettagli importanti per le ricerche, che portarono alla cattura dei malviventi. L'altro rapinatore, ferito da Costantini, fu immediatamente arrestato e condotto in ospedale a Padova insieme al giovane vicebrigadiere, che era in condizioni gravissime.
Alfredo Costantini, colpito in più parti del corpo e con un proiettile che lo aveva ferito gravemente alla testa, fu sottoposto a enormi sforzi da parte dei sanitari. 
Purtroppo, le sue condizioni non migliorarono mai e, dopo oltre cento giorni di agonia senza mai riprendere conoscenza, morì la sera del 29 luglio 1983. Aveva solo ventitré anni.